# هربرت وسترمارک
هربرت وسترمارک (انگلیسی: Herbert Westermark; ۳۰ اوت ۱۸۹۱ – ۲۹ اکتبر ۱۹۸۱) قایقران قایق بادبانی، و پزشک اهل سوئد بود.